# Trần Phú, Móng Cái
Trần Phú là phường thuộc thành phố Móng Cái, tỉnh Quảng Ninh, Việt Nam.

## Địa lý
Phường Trần Phú nằm ở phía bắc thành phố Móng Cái, bên cửa khẩu Móng Cái, có vị trí địa lý:
- Phía đông giáp phường Hải Hòa
- Phía tây giáp phường Ka Long
- Phía nam giáp xã Hải Xuân
- Phía bắc giáp Trung Quốc.

Phường Trần Phú có diện tích 1,74 km², dân số năm 2022 là 11.830 người, mật độ dân số đạt 6.798 người/km².

## Lịch sử
Năm 1998, đồng thời với việc thành lập thị xã Móng Cái từ huyện Hải Ninh, phường Trần Phú được thành lập trên cơ sở khu Trần Phú của thị trấn Móng Cái cũ với 97,2 ha diện tích và 6.147 người.
Ngày 28 tháng 9 năm 2024, Ủy ban Thường vụ Quốc hội ban hành Nghị quyết số 1199/NQ-UBTVQH15 về việc sắp xếp đơn vị hành chính cấp huyện, cấp xã của tỉnh Quảng Ninh giai đoạn 2023 – 2025 (nghị quyết có hiệu lực từ ngày 1 tháng 11 năm 2024). Theo đó, sáp nhập toàn bộ 0,72 km² và quy mô dân số là 6.643 người của phường Hòa Lạc vào phường Trần Phú.
Phường Trần Phú có 1,74 km² diện tích tự nhiên và quy mô dân số là 11.830 người.